# HD 189733 b
HD 189733 b is een exoplaneet die om de ster HD 189733 draait. De planeet werd op 5 oktober 2005 ontdekt nadat Franse astronomen de overgang van de planeet observeerden. De gasreus is geclassificeerd als een hete Jupiter, vanwege de geringe afstand tussen de planeet en de ster. HD 189733 b is de eerste exoplaneet die ooit in kaart is gebracht. Ook is het de eerste planeet waarbij koolstofdioxide is waargenomen in de atmosfeer.

## Ontdekking

Diagram dat laat zien hoe een kleiner object (zoals een exoplaneet) om een groter object draait. De zwaartekracht van de planeet zorgt ervoor dat de ster "waggelt".

Op 5 oktober 2005 maakten astronomen de ontdekking van de planeet bekend. De planeet werd ontdekt door de overgang van de planeet (de planeet beweegt zich voor de ster langs). Vervolgens werd de planeet gedetecteerd met behulp van de radiale snelheid. Deze metingen detecteerden ook het Rossiter-McLaughlin effect, dat werd veroorzaakt toen de planeet zich voor de ster langs bewoog. In 2006 maakte een team geleid door Drake Deming de detectie van een sterke infrarode warmtestraling van de exoplaneet bekend. Deze warmtestraling werd gedetecteerd door het meten van de afname van de hoeveelheid licht tijdens de prominente secundaire ecliptica.
De massa van de planeet is ongeveer 1,13 MJ (1,13 keer de massa van Jupiter). De planeet draait in ongeveer 2,2 dagen om de ster met een omloopsnelheid van 152,5 km/s. De planeet wordt ook weleens HD 189733 Ab genoemd, omdat HD 189733 eigenlijk een dubbelster is die bestaat uit de ster HD 189733 A en de rode dwerg HD 189733 B. HD 189733 bevindt zich 63 lichtjaar van ons vandaan in het sterrenbeeld Vosje.
Op 21 februari 2007 maakte de NASA bekend dat de Spitzer Space Telescope gedetailleerde spectra van zowel HD 189733 b als HD 209458 b had gemeten. De bekendmaking kwam gelijktijdig met de eerste publicatie over de spectroscopische observatie van de andere exoplaneet, HD 209458 b, in het wetenschappelijke tijdschrift Nature. Een document werd gepubliceerd door het tijdschrift The Astrophysical Journal. De spectroscopische observaties van HD 189733 b werden geleid door Carl Grillmair.

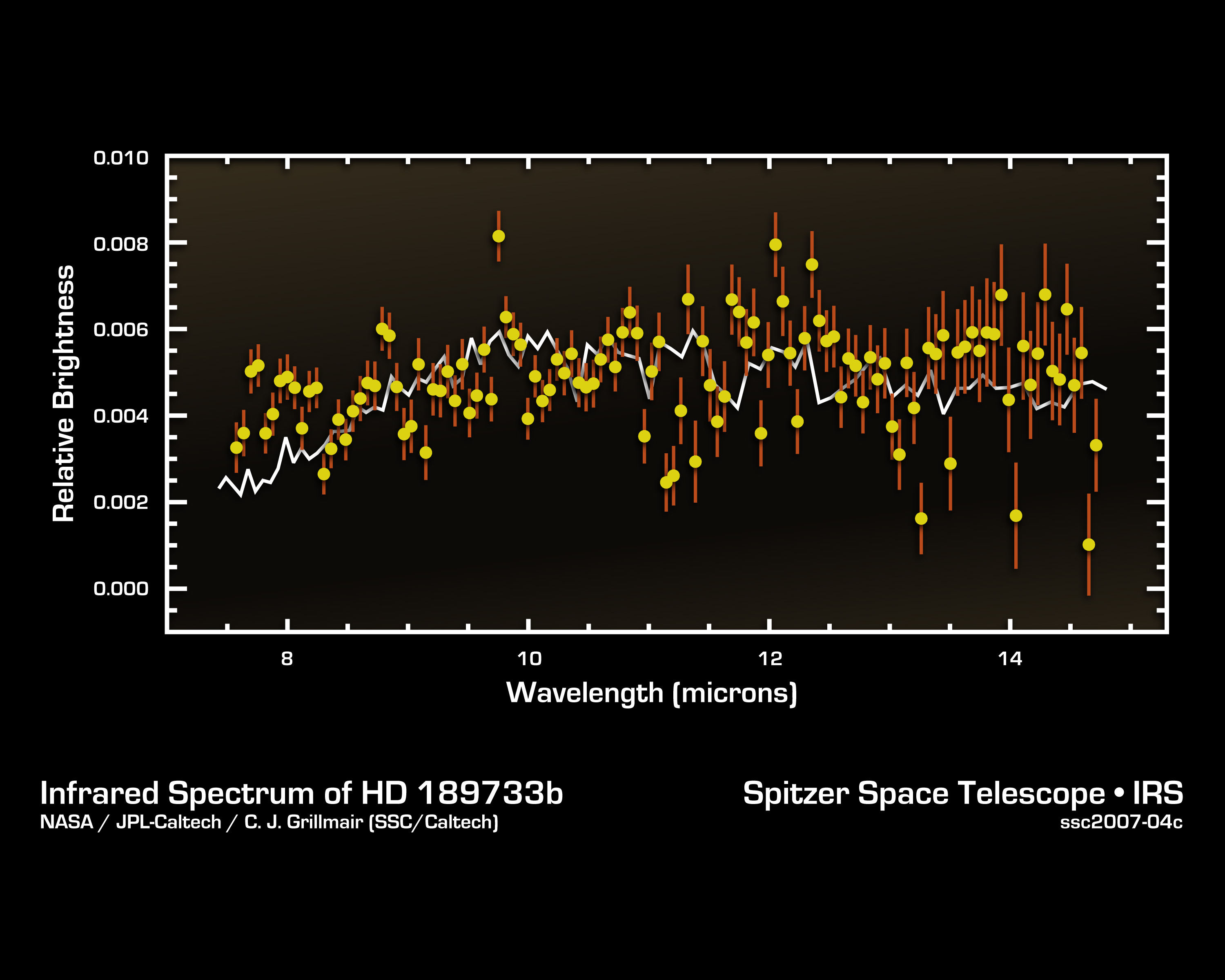
Het infrarode spectrum van HD 189733 b.

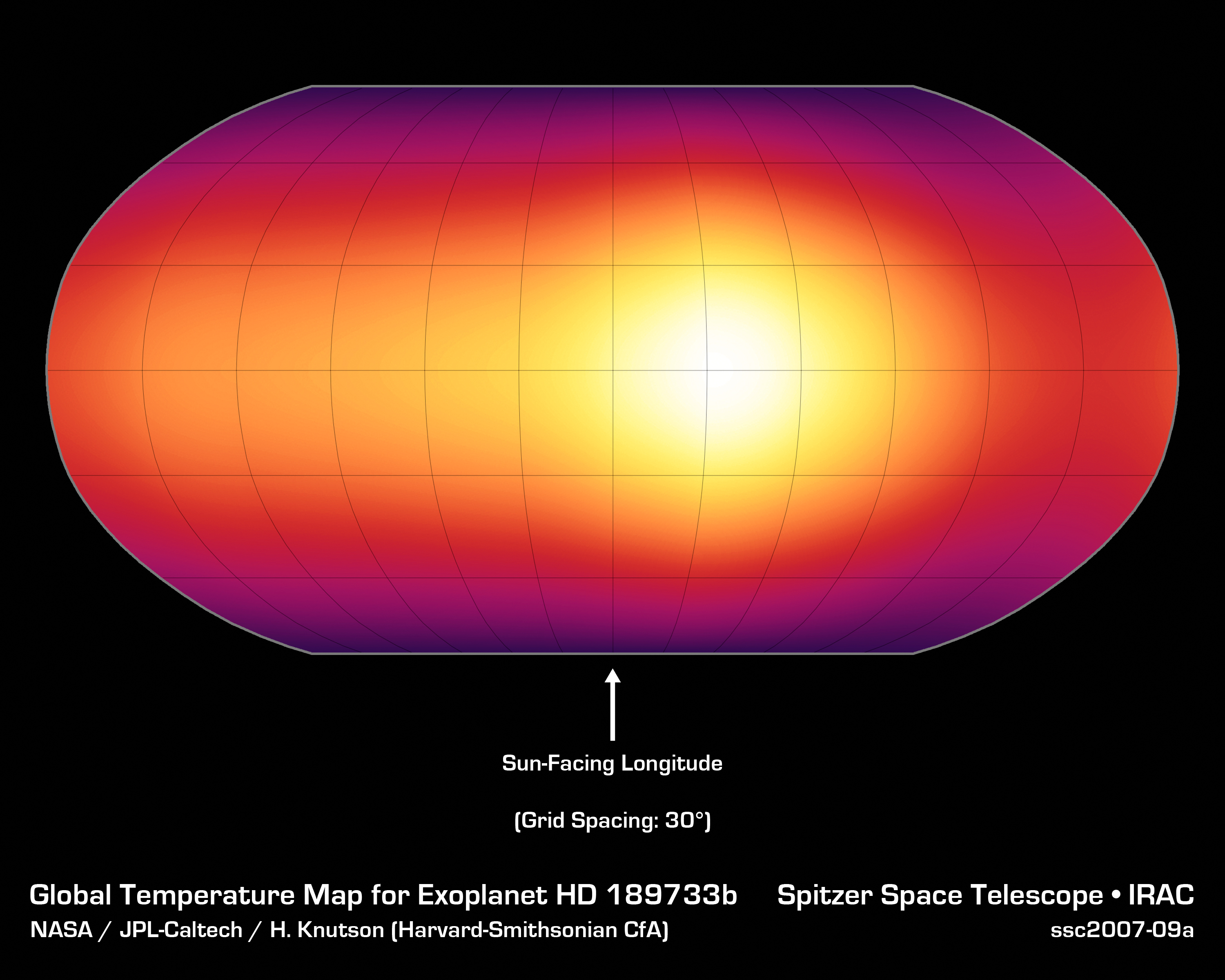
De globale temperatuur van de exoplaneet.

Op 22 oktober was een team van de ETH Zürich erin geslaagd om met behulp van polarimetrie het zichtbare licht van de planeet te detecteren. Hieruit blijkt dat HD 189733 b mogelijk een straal heeft van 1,5 tot 2 RJ. De albedo van de planeet in blauw licht is groter dan 0,14. De planeet heeft waarschijnlijk een blauwe kleur. Deze detecties moeten echter nog worden bevestigd, aangezien de geschatte straal groter is dan uit andere meting blijkt.
De blauwe kleur van de planeet is waarschijnlijk een gevolg van de Rayleighverstrooiing. In januari 2008 ontdekte men tijdens een observatie, dat, als er waterstof op deze planeet aanwezig is, de planeet een luchtdruk heeft van ongeveer 410 mbar. Ook werd ontdekt dat er zich mogelijk talk in de atmosfeer bevindt, met een korrelgrootte van ongeveer 10−2 tot 10−1 µm. Uit de metingen blijkt ook dat de planeet een temperatuur heeft van 1340 tot 1540 K.
In maart 2010 bleek dat de planeet verdampt door de warmte van de ster. Per seconde verdampt er tussen de 1 en 100 gigagram. HD 189733 b is de tweede exoplaneet waarbij verdamping van de atmosfeer is gedetecteerd. De eerste planeet is HD 209458 b.

## Kenmerken

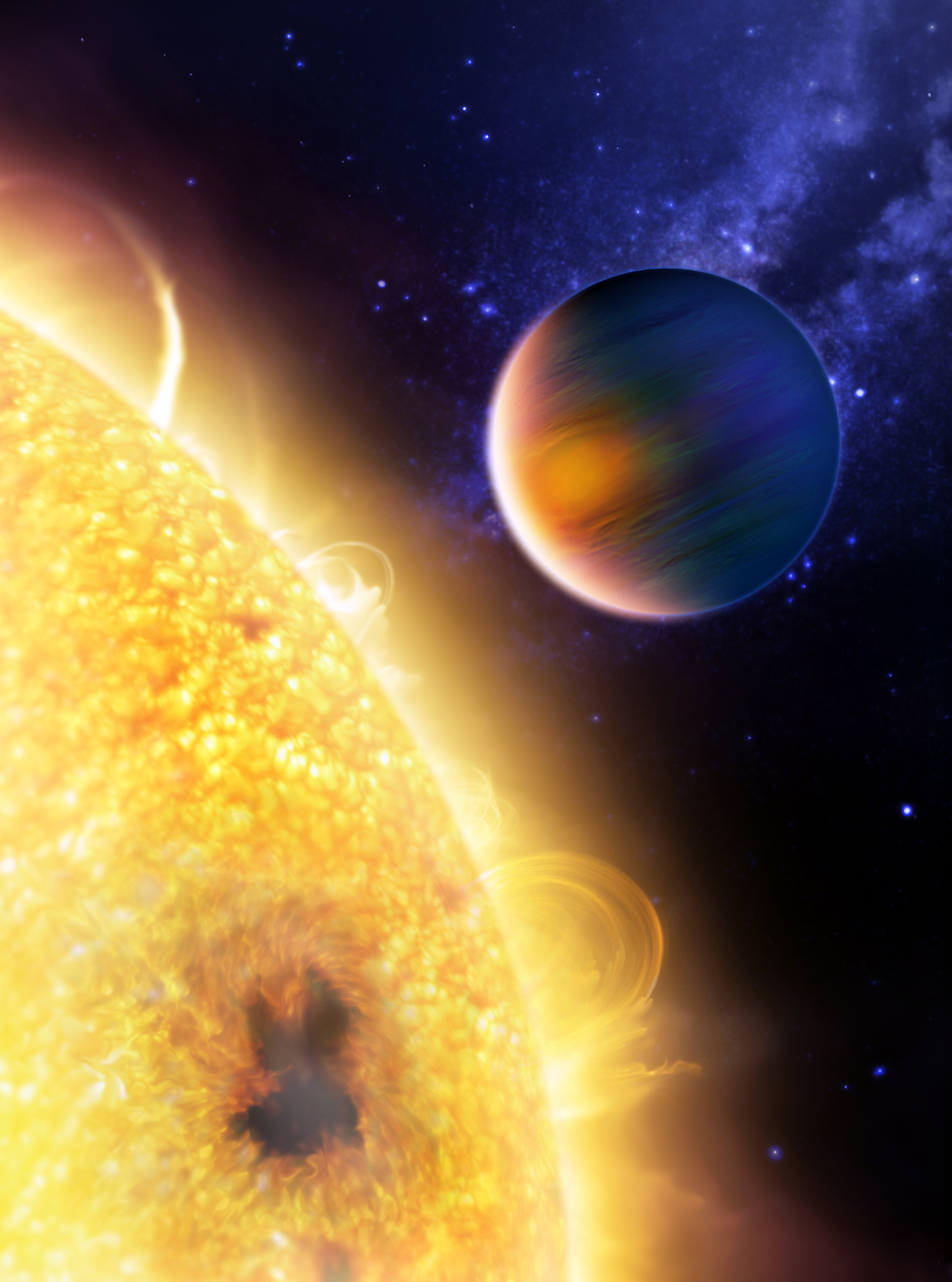
Verbeelding van de exoplaneet.

Als de planeet voor de ster langs beweegt, wordt maar liefst 3% van het licht van de ster tegengehouden. Geen enkele andere exoplaneet blokkeert zoveel licht van haar ster. Deze planeet en HD 209458 b zijn de eerste exoplaneten die spectroscopisch zijn waargenomen. Net als de meeste hete Jupiters is één kant van de planeet altijd naar de ster gericht. Dit fenomeen heet synchrone rotatie.
In 2007 werd voorspeld dat er mogelijk natrium en kalium aanwezig is in de atmosfeer van de exoplaneet. Later werd natrium ook gedetecteerd. De planeet blijkt drie maal zo veel natrium te bevatten als HD 209458 b. HD 189733 b is ook de eerste planeet waarbij koolstofdioxide is waargenomen.

### Waterdamp en organische stoffen
Op 11 juli 2007 publiceerde een team geleid door Giovanna Tinetti de resultaten van zijn observaties. Het team zou bewijs hebben dat er zich een aanzienlijke hoeveelheid waterdamp in de atmosfeer bevindt. Latere observaties van de Hubble Space Telescope bevestigden de aanwezigheid van waterdamp en ook die van de organische stof methaan. Het is onbekend waar de stof methaan vandaan komt. Door de hogere temperatuur van de planeet zouden methaan en water eigenlijk met elkaar moeten reageren en koolstofmono-oxide vormen.